# Dasia subcaerulea
Dasia subcaerulea är en ödleart som beskrevs av  George Albert Boulenger 1891. Dasia subcaerulea ingår i släktet Dasia och familjen skinkar. Inga underarter finns listade i Catalogue of Life.